# (100416) Syang
(100416) Syang (1996 CB) – planetoida z pasa głównego asteroid okrążająca Słońce w ciągu 2,66 lat w średniej odległości 1,92 j.a. Odkryta 2 lutego 1996 roku.